# Majoritetsledare
En majoritetsledare är i amerikansk politik en benämning för en ledare för den partigrupp som har majoriteten en kammare av USA:s kongress eller någon av USA:s delstatsförsamlingar. Den exakta innebörden av rollen varierar mellan olika lagstiftande församlingar.

## USA:s kongress

### USA:s senat
Enligt senatens formella regelverk är alla 100 senatorer formellt jämbördiga, men i praktiken fungerar det inte alls så.
Majoritetsledaren är den i praktiken viktigaste posten i senaten då denne, enligt ett avgörande (engelska: precedent) som infördes 1937 av senatens president John Nance Garner som kom att utgöra sedvana, har företräde framför alla andra senatorer att både begära och ges ordet för att göra anföranden i kammaren (engelska: right of first recognition), liksom att därigenom representera partiet med majoritet och på så sätt kunna schemalägga när omröstningar ska ske. En särskild taktik som majoritetsledaren kan använda för att blockera debatt och förslag från andra senatorer benämns filling the amendment tree och började först användas 30 april 1985 av dåvarande majoritetsledaren Bob Dole (R-KS) och har använts sedan dess av båda partier.
Majoritetsledaren är vald som ordförande för den egna partigruppen, enligt det egna partiets regelverk, och övergår automatiskt till rollen som minoritetsledare när partiet förlorar majoritetsställning i senaten och vice versa. Partigruppen för Demokratiska partiet är Senate Democratic Caucus och för Republikanska partiet i senaten är Senate Republican Conference. Minoritetsledaren har enligt sedvanerätten företräde framför alla andra senatorer förutom majoritetsledaren. Om partiställningen i senaten är 50-50 avgörs vilket av partierna som har majoritet respektive minoritet av vilket parti som USA:s vicepresident tillhör. Det var först under 1920-talet som formella ledarposter för partierna i senaten infördes.
Till skillnad från talmannen i USA:s representanthus så har senatens president (som även är USA:s vicepresident) och presidenten pro tempore, som formellt är ledare för senaten som institution, ingen ledande partipolitisk roll i senaten. Vicepresidenten kan presidera i kammaren och kan i regelavgöranden påverka senatens funktionssätt, men har enbart en utslagsröst i kammarens voteringar vid jämna omröstningar och är formellt ingen fullvärdig senator. Presidenten pro tempore är av hävd den senator med längst tjänstetid i senaten från majoritetspartiet.
Den nuvarande majoritetsledaren i USA:s senat är republikanen John Thune från delstaten South Dakota.

### USA:s representanthus
I USA:s representanthus väljs ledaren i partigruppen med majoritet till talman. Talmannen leder representanthuset i såväl formell (institutionens ledare) och praktisk mening (partipolitisk agendasättare). Talmannen brukar inte presidera i kammaren annat än vid särskilda tillfällen (ordförandeskapet i kammaren delegeras vanligen till yngre ledamöter av det egna partiet) och deltar av hävd vanligen inte heller i debatten i kammaren. Majoritetsledaren fungerar i debatten som talmannens ställföreträdande för att driva majoritetspartiets politiska agenda.